# یدید تربیم (III)
یدید تربیم(III) (به انگلیسی: Terbium(III) iodide) با فرمول شیمیایی TbI۳ یک ترکیب شیمیایی است. که جرم مولی آن 539.638 g/mol می‌باشد. 